# Arenaviridae
Arenaviridae je čeleď RNA virů V. skupiny, která není podle současných znalostí zařazena do žádného řádu. Jde o ssRNA obalené viry s negativní polaritou.
Obsahuje čtyři rody Antennavirus, Hartmanivirus, Mammarenavirus, Reptarenavirus, z nichž poslední dva byly dříve považované za jediný rod Arenavirus. Jeho zástupci jsou známí především jako původci závažné hemoragické (krvácivé) horečky Lassa.